# Либерец (окръг)
Окръг Либерец (на чешки: Okres Liberec) се намира в Либерецки край, Чехия. Площта му е 988,87 km2, а населението му – 172 681 души (2016 г.). Административен център е едноименният град Либерец. Окръгът се състои от 59 населени места, от които 11 града. Код по LAU-1 – CZ0513.

## География
Граничи с окръзите Яблонец над Нисоу на изток, Семили на югоизток, и Ческа Липа на югозапад, всичките от Либерецкия край. Освен това, на юг граничи с окръг Млада Болеслав, който е част от Среднобохемския край. На север, североизток и северозапад е държавната граница с Полша. На запад има също е и малка част от държавната граница с Германия.

## Градове
- Храдек над Нисоу (Hrádek nad Nisou)
- Чески Дуб (Český Dub)
- Либерец (Liberec)
- Нове Место под Смърк (Nové Město pod Smrkem)
- Осечна (Osečná)
- Ходковице над Мохелкоу (Hodkovice nad Mohelkou)
- Распенава (Raspenava)
- Храстава (Chrastava)
- Хейнице (Hejnice)
- Фридлант (Frýdlant)
- Яблоне в Подещеди (Jablonné v Podještědí)

## Образование
По данни от 2003 г.:
| Вид училище                         | Брой училища |
| ----------------------------------- | ------------ |
| Детски градини                      | 75           |
| Начални училища                     | 63           |
| Гимназии                            | 5            |
| Средни училища и промишлени училища | 16           |
| Средни професионални училища        | 8            |
| Висши професионални училища         | 4            |

## Здравеопазване
По данни от 2003 г.:
| Лекари                                      | 588 |
| Болници                                     | 2   |
| Специализирани заведения за лечение и отдих | 1   |
| Зъболекари                                  | 81  |
| Аптеки                                      | 38  |

## Транспорт
През окръга преминава част от магистрала D10, както и първокласните пътища (пътища от клас I) I/13, I/14 и I/35. Пътища от клас II в окръга са II/270, II/277, II/278, II/279, II/290, II/291, II/592 и II/610.